# Palau nos Jogos Olímpicos de Verão da Juventude de 2010
Palau participou dos Jogos Olímpicos de Verão da Juventude de 2010 em Singapura. Sua delegação foi composta de quatro atletas, que competiram em três esportes.

## Atletismo
| Evento          | Atleta            | Qualificação | Qualificação | Final     | Final        |
| Evento          | Atleta            | Resultado    | Posição      | Resultado | Posição      |
| --------------- | ----------------- | ------------ | ------------ | --------- | ------------ |
| 100 m masculino | Rodman Teltull    | 11.71        | 25º (4º q5)  | 11.45     | 1º (Final D) |
| 100 m feminino  | Rubie Joy Gabriel | 13.57        | 29º (7º q1)  | 13.77     | 6º (Final D) |

## Halterofilismo
| Evento              | Atleta           | Peso corporal (kg) | Arranque (kg) | Arranque (kg) | Arranque (kg) | Arranque (kg) | Arremesso (kg) | Arremesso (kg) | Arremesso (kg) | Arremesso (kg) | Total (kg) | Pos. final |
| Evento              | Atleta           | Peso corporal (kg) | 1             | 2             | 3             | Res.          | 1              | 2              | 3              | Res.           | Total (kg) | Pos. final |
| ------------------- | ---------------- | ------------------ | ------------- | ------------- | ------------- | ------------- | -------------- | -------------- | -------------- | -------------- | ---------- | ---------- |
| Até 85 kg masculino | Mavrick Faustino | 79,39              | 80            | 85            | 90            | 90            | 100            | 107            | 107            | 110            | 200        | 8º         |

## Natação
| Evento               | Atleta        | Qualificação | Qualificação | Final       | Final   |
| Evento               | Atleta        | Resultado    | Posição      | Resultado   | Posição |
| -------------------- | ------------- | ------------ | ------------ | ----------- | ------- |
| 50 m livre feminino  | Maria Gibbons | 31.43        | 51º (3º q4)  | Não avançou |         |
| 100 m livre feminino | Maria Gibbons | 1:11.34      | 43º (5º q2)  | Não avançou |         |